# Blephilia subnuda
Blephilia subnuda là một loài thực vật có hoa trong họ Hoa môi. Loài này được Simmers & Kral mô tả khoa học đầu tiên năm 1992.